# Kathy Jordan
Kathryn "Kathy" Jordan (Bryn Mawr, 3 de Dezembro de 1959) é uma ex-tenista profissional estadunidense.

## Grand Slam finais

### Simples: 1 ( 1 vice)
| Posição | Ano  | Campeonato          | Piso  | Oponente            | Placar        |
| ------- | ---- | ------------------- | ----- | ------------------- | ------------- |
| Vice    | 1983 | Aberto da Austrália | Grama | Martina Navratilova | 6–2, 7–6(7–5) |

### Duplas: 11 (5 títulos, 6 vices)
| Posição | Ano  | Campeonato          | Piso   | Parceira         | Oponentes                        | Placar        |
| ------- | ---- | ------------------- | ------ | ---------------- | -------------------------------- | ------------- |
| Campeã  | 1980 | Roland Garros       | Saibro | Anne Smith       | Ivanna Madruga Adriana Villagran | 6–1, 6–0      |
| Campeã  | 1980 | Wimbledon           | Grama  | Anne Smith       | Rosemary Casals Wendy Turnbull   | 4–6, 7–5, 6–1 |
| Vice    | 1981 | Wimbledon           | Grama  | Anne Smith       | Martina Navratilova Pam Shriver  | 6–3, 7–6(8–6) |
| Campeã  | 1981 | US Open             | Duro   | Anne Smith       | Rosemary Casals Wendy Turnbull   | 6–3, 6–3      |
| Campeã  | 1981 | Aberto da Austrália | Grama  | Anne Smith       | Martina Navratilova Pam Shriver  | 6–2, 7–5      |
| Vice    | 1982 | Wimbledon           | Grama  | Anne Smith       | Martina Navratilova Pam Shriver  | 6–4, 6–1      |
| Vice    | 1983 | Roland Garros       | Saibro | Anne Smith       | Rosalyn Fairbank Candy Reynolds  | 5–7, 7–5, 6–2 |
| Vice    | 1984 | Wimbledon           | Grama  | Anne Smith       | Martina Navratilova Pam Shriver  | 6–3, 6–4      |
| Campeã  | 1985 | Wimbledon           | Grama  | Elizabeth Smylie | Martina Navratilova Pam Shriver  | 5–7, 6–3, 6–4 |
| Vice    | 1987 | US Open             | Duro   | Elizabeth Smylie | Martina Navratilova Pam Shriver  | 5–7, 6–4, 6–2 |
| Vice    | 1990 | Wimbledon           | Grama  | Elizabeth Smylie | Jana Novotná Helena Suková       | 6–4, 6–1      |

### Duplas Mistas: 3 (2 títulos, 1 vice)
| Posição | Ano  | Campeonato    | Piso   | Parceiro     | Oponentes                           | Placar             |
| ------- | ---- | ------------- | ------ | ------------ | ----------------------------------- | ------------------ |
| Vice    | 1984 | Wimbledon     | Grama  | Steve Denton | Wendy Turnbull John Lloyd           | 6–3, 6–3           |
| Campeã  | 1986 | Roland Garros | Saibro | Ken Flach    | Rosalyn Fairbank Mark Edmondson     | 3–6, 7–6(7–3), 6–3 |
| Campeã  | 1986 | Wimbledon     | Grama  | Ken Flach    | Martina Navratilova Heinz Günthardt | 6–3, 7–6(9–7)      |

## WTA Finals

### Duplas: 2 (1 título, 1 vice)
| Posição | Ano  | Local         | Piso        | Parceira         | Oponentes                            | Placar        |
| ------- | ---- | ------------- | ----------- | ---------------- | ------------------------------------ | ------------- |
| Vice    | 1982 | New York City | Carpete (I) | Anne Smith       | Martina Navratilova Pam Shriver      | 6–4, 6–3      |
| Campeã  | 1990 | New York City | Carpete (I) | Elizabeth Smylie | Mercedes Paz Arantxa Sánchez Vicario | 7–6(7–4), 6–4 |